# Westiarki
Zgromadzenie Sióstr Westiarek Jezusa – zgromadzenie żeńskie zakonne w Kościele Katolickim. Założone przez bł. ojca Honorata Koźmińskiego wraz z m. Józefą Sabiną Kawecką w 1882 roku w Zakroczymiu. Jest to zakon bezhabitowy. Brak habitów został spowodowany tym, że po upadku powstania styczniowego car kazał zlikwidować wszystkie zgromadzenia. Działały jako skrytki i zaopatrywały kościoły w akcesoria (np. ornaty, obrusy, stuły) liturgiczne.

## Historia
Powstanie zakonu przypadło w okresie zaboru rosyjskiego. Władze carskie chciały zniszczyć przejawy patriotyzmu Polaków. Swoje wrogie do Palaków nastawienie miały również w stronę Kościoła Katolickiego. W powstaniu styczniowym, udział księży i zakonników stał się pretekstem do prześladowania polskiego duchowieństwa. W 1864 roku została przeprowadzona kasata zakonów. Likwidacji uległo wtedy większość zakonów męskich i żeńskich. Bł. Honorat Koźmiński uważał, że polakom potrzebne są zgromadzenia zakonne. Wiedział, że ich powstawanie nie mogło odbywać się na dotychczasowych zasadach, dlatego postanowił założyć tak zwane ukryte zakony (konspiracyjne). Miały one swoje określone cele i zadnia, oraz misję w Kościele, jednak nie zachowywały klauzury habitu. Pozwalało im to na działalność w ukryciu.

## Cele i zadania
Celem sióstr westiarek jest doskonalenie miłości Boga, do którego zmierzają poprzez konsekrację życia, ślubowanie rad ewangelicznych oraz posługę przy pracach apostolskich. Ich głównymi zadaniami są:
- prowadzenie pracowni szat liturgicznych w swoich domach zakonnych
- posługa przy ołtarzu (zakrystianki)
- śpiew liturgiczny (organistki)
- opieka nad chorymi (głównie w zgromadzeniu)[4]

## Hasło zgromadzenia
Hasłem przewodnim sióstr westiarek jest „Wszystko dla Jezusa przez Maryję”. Jego autorem jest założyciel zakonu. Pojawiło się ono w dokumentach bł. Honorata Koźmińskiego, w których zawarto zadania, cel oraz obowiązki normujące życie w zgromadzeniach. Zostało zatwierdzone przez Stolicę Apostolską Dekretem z dnia 4 października 1987 roku.

## Formacja
Proces formacji w Zgromadzeniu Sióstr Westiarek Jezusa składa się z trzech etapów. Pierwszy z nich to postulat. Rozpoczyna on formację kandydatki. Trwa pół roku i ma na celu przygotowanie do życia zakonnego. Drugi etap to nowicjat. Okres rozpoczynający intensywną formację do życia zakonnego oraz ma na celu wprowadzenie do obowiązków zakonnych kandydatkę. Czas trwania nowicjatu to dwa lata. Po tym czasie kandydatka składa śluby zakonne na okres jednego roku. Trzecim i ostatnim etapem formacji jest juniorat. Trwa pięć lat i ma celu przygotowanie młodych sióstr do złożenia ślubów wieczystych oraz pogłębić ich życie duchowe.
Po złożeniu profesji zakonnej siostry kontynuują swoją formację duchową, naukową i zawodową. Nazywa się ten proces formacją permanentną.
Ponadto siostry uroczyście obchodzą jubileusze ślubów wieczystych po dwudziestu pięciu, pięćdziesięciu oraz siedemdziesięciu pięciu latach.

## Lokalizacja
Siostry westiarki mają domy zakonne w dziesięciu miejscowościach w Polsce oraz w dwóch miejscowościach w Stanach Zjednoczonych.
- Polska:
  - Warszawa (dwa domy)
  - Blachownia
  - Częstochowa
  - Duchnice
  - Milanówek
  - Pajęczno
  - Włocławek
  - Zakopane
  - Zaręby Kościelne
- USA:
  - Hamtramck (MI)
  - Sunny Hills (FL)